# Rainer von Montferrat
Rainer von Montferrat (ital.: Ranieri di Monferrato; * um 1162; † 1183) war ein Angehöriger der Markgrafenfamilie von Montferrat (Aleramiden) im 12. Jahrhundert.
Er war der jüngste Sohn des piemontesischen Markgrafen Wilhelm V. von Montferrat († 1191) und Judith von Babenberg, einer Tochter des Markgrafen Leopold III. von Österreich. Seine älteren Brüder waren Wilhelm Langschwert, Konrad und Bonifatius, die ebenfalls zu historischer Bedeutung gelangten.

## Leben
Rainer zog es an den Hof des byzantinischen Kaisers Manuel I. Komnenos in Konstantinopel und wurde im Frühjahr 1180 mit der Kaisertochter Maria „Porphyrogenita“ Komnena verheiratet. Zugleich nahm er die griechisch-orthodoxe Konfession und den Namen Johannes an, von seinem Schwiegervater erhielt er außerdem den Titel Caesar verliehen. Diese Naturalisierung Rainers von Montferrat in den byzantinischen Adel fand im Rahmen einer generellen Durchdringung des byzantinischen Hofs durch lateinisch-westliche Einflüsse statt. Die zweite Ehefrau des Kaisers Maria (Xene) entstammte dem lateinischen Kreuzfahrerstaat Antiochia, beider Sohn Alexios II. war mit einer Tochter des Königs von Frankreich verheiratet.
Noch im Herbst 1180 starb Kaiser Manuel I., worauf ihm der noch unmündige Alexios II. nachfolgte, für den die Kaiserinwitwe und deren Liebhaber Alexios Komnenos die Regentschaft übernahmen. Rainer und seine Frau unternahmen im Frühjahr 1181 einen Umsturzversuch, indem sie mit einigen Getreuen, darunter Manuels illegitimer Sohn Alexios Komnenos und der General Andronikos Lampardas, die Ermordung des Regenten und die Entmachtung der Kaiserinwitwe planten, um selbst die Regierung zu übernehmen. Die Verschwörung wurde allerdings vorzeitig aufgedeckt und Rainer und Maria „Porphyrogenita“ zogen sich mit dem Patriarchen Theodosios I. in die Hagia Sophia zurück, wo sie sich mit georgischen und italienischen Söldnern verschanzten. Nach zwei Monaten der Belagerung gaben sie den Kampf auf und ihnen wurde Amnestie gewährt. Dennoch führten Rainer und seine Ehefrau ihre Intrigen gegen das Regentenpaar weiter.
Die Situation änderte sich schlagartig 1182, als sich die Bevölkerung von Konstantinopel und der hohe byzantinische Adel gegen den Einfluss der Lateiner am Hof erhoben. Diese byzantinische Reaktion sammelte sich um Andronikos Komnenos, einem weiteren Angehörigen des Kaiserhauses, der im Frühjahr 1182 in Konstantinopel einzog, in einem Massaker fast alle Lateiner umbringen ließ und sich anschließend zum Regenten des Kaisers ernannte. Im Lauf des Jahres 1183 vollendete Andronikos seine Machtergreifung, indem er Kaiser Alexios II., dessen Mutter Maria (Xene), deren Liebhaber Alexios Komnenos, wie auch Rainer von Montferrat und Maria „Porphyrogenita“ ermorden ließ.

## Nachwirkung
Nachdem Konstantinopel 1204 von den Kreuzfahrern des vierten Kreuzzuges erobert und ein lateinisches Kaisertum begründet worden war, erhob sich der Kreuzzugsführer Bonifatius von Montferrat zum Herrn des Königreichs Thessaloniki. Er fühlte sich zu diesem Schritt legitimiert, da sein jüngerer Bruder Rainer vom einstigen byzantinischen Kaiser bereits mit diesem „Königreich“ beliehen worden sei. Viel wahrscheinlicher aber dürfte Rainer vom Kaiser lediglich die pronoia, also seine finanzielle Grundversorgung durch die zu leistenden Steuern der Stadt, erhalten haben.